# Rimae Pitatus
Le Rimae Pitatus sono una struttura geologica della superficie della Luna.